# Nomofobia

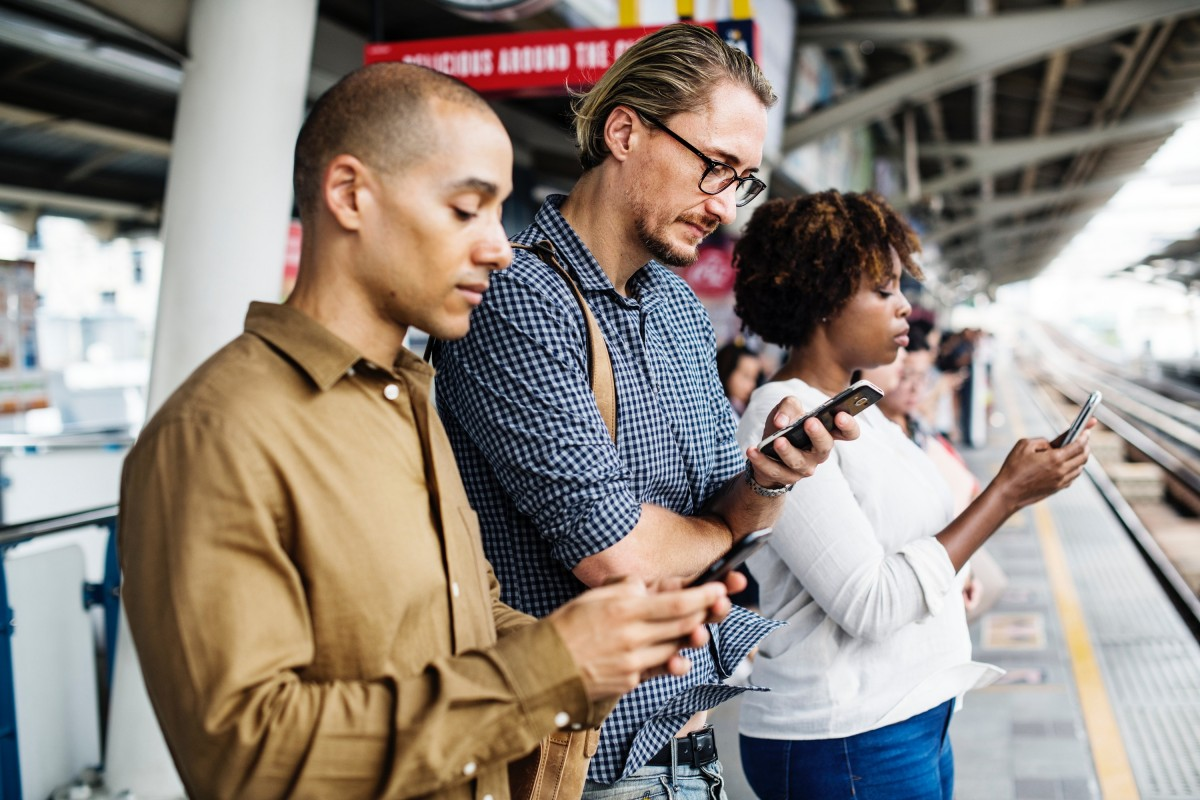
Uso compulsivo di smartphone

Nomofobia è un termine di recente introduzione (nomophobia nel mondo anglosassone) che designa la paura incontrollata di rimanere disconnessi dalla rete di telefonia mobile.

## Genesi del termine
Il termine (formato col suffisso -fobia e un prefisso inglese, abbreviazione di no-mobile) è stato coniato in occasione di uno studio commissionato a YouGov, un qualificato ente di ricerca britannico, da Stewart Fox-Mills, responsabile del settore telefonia di Post Office Ltd (un ramo di Royal Mail, già poste del Regno Unito).

## Studi sul fenomeno
Lo studio ha rilevato che quasi il 53% degli utenti di telefono cellulare in Gran Bretagna tendono a mostrare uno stato ansioso quando "perdono il loro cellulare, esauriscono la batteria o il credito residuo o non hanno copertura di rete". Lo studio ha rilevato che circa il 58 per cento degli uomini e il 48 per cento delle donne soffrono di questa fobia, e che un altro 9 per cento è stressato quando il cellulare è fuori uso.
Lo studio ha esaminato 2.163 persone: il 55 per cento degli esaminati citavano il bisogno di tenersi in contatto con amici e familiari come causa principale dello stato ansioso che li assale quando non possono usare il cellulare. Esso ha inoltre rilevato che i livelli di stress indotto mediamente dalla nomofobia sono paragonabili a quelli indotti dalla "tremarella del giorno delle nozze" o a quelli di quando si va dal dentista. Il dieci per cento degli intervistati ha detto di avere necessità di essere rintracciabile in ogni momento per motivi di lavoro.
Più di un nomofobo su due non spegne mai il proprio cellulare. Questo studio, con la conseguente diffusione mediatica di questa fobia, ha fornito l'occasione per una serie di articoli da parte di autori che professano uno scarso uso del cellulare o che hanno scelto di non usarlo affatto.